# Cantón de Hénin-Beaumont
El cantón de Hénin-Beaumont era una división administrativa francesa, que estaba situada en el departamento de Paso de Calais y la región de Norte-Paso de Calais.

## Composición
El cantón estaba formado por una comuna, más una fracción de la comuna que le daba su nombre:
- Hénin-Beaumont (fracción)
- Noyelles-Godault

## Supresión del cantón de Hénin-Beaumont
En aplicación del Decreto nº 2014-233 de 24 de febrero de 2014, el cantón de Hénin-Beaumont fue suprimido el 22 de marzo de 2015 y sus 2 comunas pasaron a formar parte; una del nuevo cantón de Hénin-Beaumont-2 y la fracción de la comuna que le daba su nombre se unió con la otra fracción para que, por medio de una reestructuración cantonal, fueran creados los nuevos cantones de Hénin-Beaumont-1 y Hénin-Beaumont-2.